# Voronyezsi nemzetközi repülőtér
A Voronyezsi nemzetközi repülőtér (IATA: VOZ, ICAO: UUOO) (orosz nyelven: Международный аэропорт Воронеж имени Петра Первого) nemzetközi repülőtér Oroszországban, amely Voronyezs közelében található. Éves utasforgalma 766 291 fő (2018).
Első Péter repülőtér néven is ismert.

## Futópályák
A repülőtér futópályái:
- 12/30

## Forgalom
Az utasforgalom az elmúlt években az alábbi módon változott:
| Utasok száma | 279 501 | 31 128 | 358 647 | 405 383 | 449 946 | 606 289 | 766 291 | 856 969 | 444 846 | 807 500 |
|              | 2011    | 2012   | 2013    | 2014    | 2015    | 2017    | 2018    | 2019    | 2020    | 2021    |